# Eieröl
Eieröl (auch: Dotterfett und Dotteröl, früher auch Eierschmalz) wird aus dem Eigelb von Hühnereiern gewonnen. Dieses fette Öl aus dem Eidotter kommt als Inhaltsstoff in Kosmetika vor wurde früher (lateinisch als Oleum de vitellis ovorum, kurz Oleum ovorum) auch arzneilich verwendet.
| Eigenschaft       |                                                      |
| Aussehen          | gelbfarbene, trübe Flüssigkeit                       |
| Konsistenz        | viskose halbfeste, eingedickte Flüssigkeit bei 25 °C |
| Geruch            | milder, charakteristischer Ei-Geruch                 |
| Brechungsindex    | 1,46 – 1,48                                          |
| Cholesterinanteil | 3 % – 4 %                                            |
| Säurezahl         | < 35                                                 |
| Iodzahl           | > 60                                                 |
| CAS-Nummer        | 8001-17-0                                            |
| EG-Nummer         | 232-271-8                                            |
| ECHA-ID           | 100.029.337                                          |

## Gewinnung

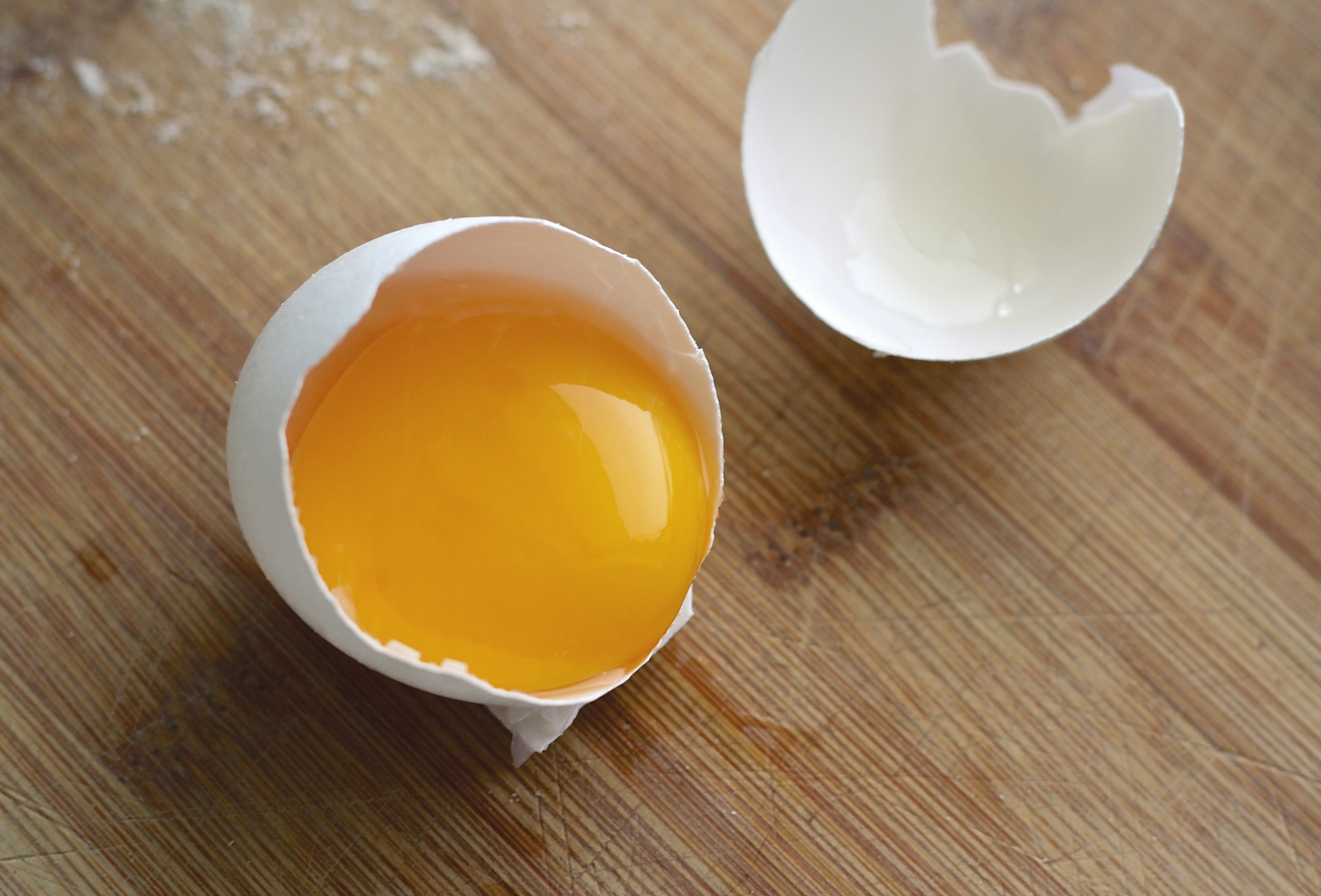
Eieröl wird aus dem Eigelb von Hühnereiern gewonnen.

Früher wurde Eieröl traditionell aus Eigelb in einem einfachen Prozess unter Wärmezufuhr extrahiert, bei dem aus fünfzig Eiern ungefähr 140 g des Ei-Öls gewonnen werden konnten.
Moderne Methoden nutzen die Flüssig-Flüssig-Extraktion mit üblichen Lösungsmitteln, wie z. B. Hexan, Petrolether, Chloroform oder Ethanol. Im Unterschied zur traditionellen Methode beinhaltet das extrahierte Produkt zusätzlich Immunglobulin, welches bei hohen Temperaturen anschließend denaturiert wird.
In früherer Zeit wurden hartgekochte Eidotter bei niedriger Hitze gerührt, bis die Masse einen fettigen Glanz bekam und so weich geworden ist, dass sie, zwischen den Fingern zerrieben und gedrückt, Öl ausschwitzt. Diese Masse wurde in einen Beutel gefüllt und aus diesem dann zwischen erhitzten Platten das Öl gepresst. Es existierten jedoch auch kompliziertere Herstellungsmethoden.

## Zusammensetzung
Eieröl besteht hauptsächlich aus Triglyceriden und Phospholipiden (letztere  überwiegend Lecithine), ferner sind kleinere Mengen an Cholesterin, Biotin, den Xanthophyllen Lutein und Zeaxanthin enthalten sowie Immunglobuline.
Zu den Fettsäuren, die in den Fetten gebunden sind, gehören neben gesättigten (SFA) und einfach ungesättigte Fettsäuren (MUFA) auch mehrfach ungesättigte (PUFA)  Omega-3- und Omega-6-Fettsäuren. Das Fettsäure-Profil ist von der Fütterung der Hühner abhängig. Mengenmäßig am meisten vertreten sind Ölsäure, Palmitinsäure, Linolsäure, Stearinsäure und  Palmitoleinsäure. Das Fettsäure-Profil ähnelt dem Profil von menschlicher Milch und dem Lipid-Profil von menschlicher Haut.

Allgemeine chemische Struktur von Fetten: In blau ist das dreifach acylierte Glycerin dargestellt. R^{1}, R^{2} und R^{3} sind Alkyl- oder Alkenylreste mit einer überwiegend ungeraden Anzahl von Kohlenstoffatomen.

## Verwendung

### Kosmetische Verwendung
Seit dem 11. Jahrhundert wird Eieröl in Kosmetika verarbeitet. Auch heute noch verwenden einige bekannte Kosmetikmarken Eieröl für ihre Produkte. Da es frei von Proteinen ist, können auch Personen, die auf Eier allergisch reagieren, diese Produkte verwenden. Besonders in der Haar- und Hautpflege findet das Eieröl Verwendung, wobei es eine erweichende und glättende Wirkung aufweist.
Laut historischer Quellen Griechenlands wurde Eieröl früher in der medizinischen Haarpflege verwendet. Auch heute noch findet das Eieröl in Indien in der medizinischen Haarpflege Verwendung, um Haarausfall, Schuppen, grauen Haaren und strapazierten Haaren entgegen zu beugen.
Eieröl lässt sich in vielen kosmetischen Präparaten wie Hautcremes, Salben, Sonnencremes und After-Sun-Produkten als Träger oder Hilfsstoff finden. Es hat eine leicht antibakterielle Wirkung. In Kosmetikprodukten wird es auf der Liste der Inhaltsstoffe als EGG OIL (INCI) aufgeführt.

### Medizinische Verwendung
Medizinhistorisch fand Eieröl (Oleum ovorum) in unterschiedlichen Bereichen Verwendung, wozu z. B. die Behandlung von Geschwüren oder Ekzemen gehörte, ferner auch die Behandlung von Wunden und Verletzungen.
Der andalusische Wissenschaftler und  Arzt Abulcasis empfahl Eieröl in Kombination mit Lorbeeröl, Bilsenkrautöl, Ricinusöl und Rosenöl und gegen Krätze. Im 16. Jahrhundert verwendete der französische Chirurg Ambroise Paré eine Mischung aus Ei-Öl, Rosenöl und Terpentin, um Kriegswunden zu behandeln. Es handelt sich um eine alte Methode, die die Römer 1000 Jahre zuvor entdeckten.
Aus der arabischen Tradition blieb Oleum ovorum hierzulande noch bis ins 19. Jahrhundert offizinell (Pharmacopoea Hannoverana 1861).

### Sonstige Verwendung
Eieröl stellt eine Quelle für in Fette gebundene, ungesättigte Fettsäuren dar, die als bedeutsam für die Säuglingsernährung gelten.